# Make 'em Deaf Forever - A Tribute to the Loudest Band in the World - Motörhead
Make 'em Deaf Forever - A tribute to the loudest band in the world - Motörhead è un album  tributo ai Motörhead uscito nel 1998.

## Tracce
1. Decayed Remains - Iron Fist
2. Raw Deal - No Voices In The Sky
3. Revelation - Built For Speed
4. M.O.T.O. - Killed by Death
5. Notorious Grumble - Metropolis
6. Walter - The Hammer
7. Pump - Poison
8. U.S. Distress - Live To Win
9. Skew Siskin - Boogeyman
10. Fallout - Stay Clean
11. Brody -  Motörhead
12. Harsh Reality - Locomotive